# 마쓰나가네 유토
마쓰나가네 유토(일본어: 松長根 悠仁, 2004년 9월 14일~)는 일본의 축구 선수이다.

## 구단 경력
그는 2023년 J1리그의 가와사키 프론탈레에 입단했다. 2023년 천황배 우승을 차지했다. 2024년 J3리그의 후쿠시마 유나이티드 FC로 이적했다.